# Juan Bautista de Wael

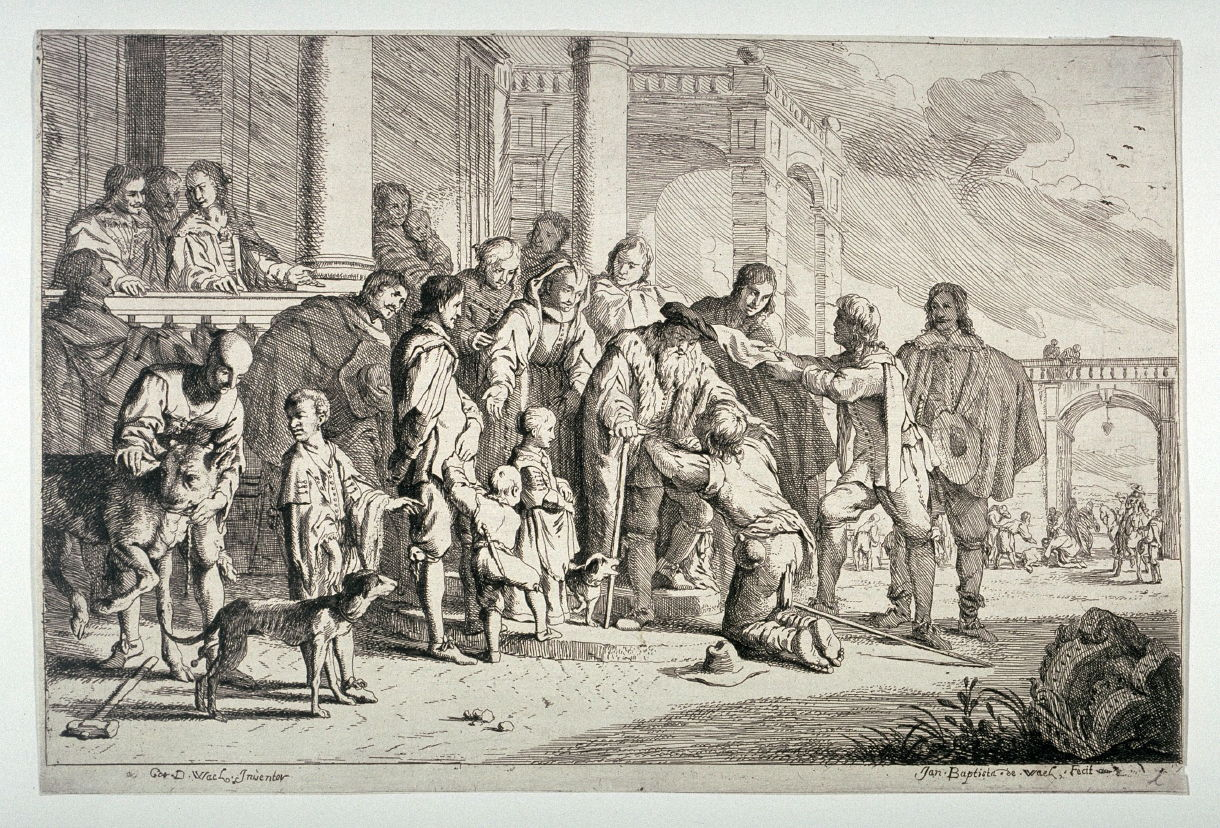
El hijo pródigo, 1658, grabado de Jan Baptist de Wael II por dibujos de su tío Cornelis de Wael.

Jan Baptist de Wael II, llamado en España Juan Bautista de Wael, (Amberes 1632-Madrid, 1697) fue un pintor y grabador flamenco activo en Italia y en España, miembro de una célebre familia de artistas.

## Biografía y obra
Hijo natural de Lucas de Wael y nieto de Jan de Wael I, ambos pintores y comerciantes de arte, nació en Amberes el 25 de julio de 1632. Hacia 1642 fue enviado con su tío Cornelis de Wael, establecido en Génova desde 1613. Con él se formó en la pintura y el arte del grabado y es posible que siguiese a su tío a Roma cuando este se trasladó a la Ciudad Eterna en 1656 o 1657 huyendo de un brote de peste. Su actividad mejor conocida en Italia es la de la estampa. En 1658 grabó en Génova la serie del Hijo pródigo según diseños de su tío. Posteriormente grabó una serie de varias escenas de género o de figuras con animales impresas con licencia en Roma y con dedicatoria al comerciante flamenco establecido en Nápoles Gaspar de Roomer. Permanecía en Roma en 1669, donde se le documenta en compañía de su hermano Anton, perdiéndose luego las noticias.
En 1682 se encontraba ya en España pues en ese año firmó la Asunción de María de la iglesia parroquial de San Miguel Arcángel en  Rincón de Soto, aunque se desconocen tanto el momento como el motivo de su llegada y su vinculación con la localidad riojana a cuya iglesia hizo donación de la pintura, según hacía constar en la detallada firma: «Joannes Bautista de Wael anturpensis pinxit et huic ecclesiae dono dedit anno 1682». Esta Asunción,  junto con un lienzo de la Virgen con el Niño y santa Rosalía de Palermo firmado «J B. de waal» (colección particular granadina), son las dos únicas obras firmadas por el pintor amberino que se conocen, acusadamente rubenianas ambas y con los colores tomados de Anton van Dyck.
A partir de 1686 (tasación de las pinturas de Lorenzo Díaz, escribano del rey) se le documenta en Madrid relacionado con otros pintores flamencos como Guillermo Raghuet y Sebastián de Moitemont. Por su testamento, fechado el 11 de enero de 1697 en su casa de la calle de Hortaleza, consta que había contraído matrimonio con Manuela Sevillano, fallecida poco antes, con la que había tenido una niña, María del Espíritu Santo, de veinte meses, que le sobrevivió apenas unas semanas. Servía en el guardarropa del duque de Abrantes, que le debía algunas cantidades, y había hecho algunas obras no especificadas para el marqués de Valdefuentes, quien también estaba en deuda con él.